# 510. pehotni polk (Wehrmacht)
Za druge 510. polke glejte 510. polk.
510. pehotni polk (izvirno nemško Infanterie-Regiment 510) je bil eden izmed pehotnih polkov v sestavi redne nemške kopenske vojske med drugo svetovno vojno.

## Zgodovina
Polk je bil ustanovljen 15. februarja 1940 kot polk 8. vala pri Frankfurtu na Majni iz delov 29. in 169. pehotnega polka; polk je bil dodeljen 293. pehotni diviziji. 
19. oktobra 1940 je bil III. bataljon izvzet iz sestave in dodeljen 681. pehotnemu polku; bataljon je bil nadomeščen.
15. oktobra 1942 je bil polk preimenovan v 510. grenadirski polk.